# Nebraska (U-Boot)
Die USS Nebraska (SSBN-739) ist ein Atom-U-Boot der United States Navy und gehört der Ohio-Klasse an. Als Ship Submersible Ballistic Nuclear führt sie 24 Interkontinentalraketen mit.

## Geschichte
Sie wurde am 15. August 1992 von der General Dynamics' Electric Boat Division fertiggestellt.